# La Remaudière
La Remaudière est une commune située dans le département de la Loire-Atlantique, en région administrative Pays de la Loire.

## Géographie

### Situation

Situation de la commune de la Remaudière dans le département de la Loire-Atlantique.

La Remaudière est une commune de la Loire-Atlantique, située au sud-est du Pays nantais (pays historique), dans le Vignoble nantais (pays traditionnel). La Remaudière longe la rivière Divatte sur 10 km. La Divatte marque la frontière entre le duché de Bretagne et le royaume de France. Landemont côté Anjou faisant face à la Remaudière.
| Le Loroux-Bottereau | Landemont Maine-et-Loire Orée d'Anjou Maine-et-Loire | La Boissière-du-Doré |
|                     | La Remaudière                                        | Le Puiset-Doré Maine-et-Loire Montrevault-sur-Èvre Maine-et-Loire La Chaussaire Maine-et-Loire Montrevault-sur-Èvre Maine-et-Loire |
| Le Landreau         | Vallet                                               | La Regrippière |

À vol d'oiseau, la commune est située à 7,6 km du Loroux-Bottereau, 7,5 km de Vallet, 17,5 km d'Ancenis et 25,5 km à l'est / sud-est de Nantes et 57 km d'Angers.
La Remaudière est située sur la rive gauche de la Divatte, La commune est arrosée par la Sensive, l'Ebaudière, le Roger et séparée du département de Maine-et-Loire par la Divatte. La rivière Divatte marquait la frontière entre deux États souverains, le duché de Bretagne et le royaume de France. La paroisse de la Remaudière faisait partie du Clissonais, dénomination de l'actuel Pays du Vignoble Nantais. Olivier de Clisson,une des plus grandes familles nobles de Bretagne,en était le seigneur.
C'est sur un pont franchissant la rivière Divatte que le Duc Jean V fut enlevé et emprisonné par le fils de Marguerite de Clisson, seigneur de Champtoceaux.
La rivière Divatte était un passage pour les contrebandiers du sel, les faux-saulniers qui risquaient leur vie en passant le sel du duché de Bretagne au royaume de France. L'impôt sur le sel, la gabelle côté royaume de France n'existait pas en Bretagne. Les gabelous-douaniers du royaume de France- n'hésitaient pas à attenter à la vie des faux-saulniers. C'est ainsi, que sur la Regrippière, commune bretonne limitrophe un faux-saulnier fit ériger une chapelle, toujours existante, en remerciement à la Sainte-Vierge qu'il implorait de l'avoir sorti vivant d'une confrontation avec les gabelous.

#### En Loire-Atlantique au contact du Maine-et-Loire
En 1790, les zones de marches entre les provinces d'Anjou, du Poitou et de la Bretagne furent supprimées et rattachés à l'un des trois nouveaux départements créés (Loire-Inférieure, Vendée et Maine-et-Loire) selon plusieurs principes : respect de situations antérieures (lorsque la marche était dite « avantagère » de l'une des anciennes provinces). La création des départements par la nouvelle république avait pour but de nier l'existence des provinces -du latin pays vaincu- surtout celles qui comme la Bretagne avait conservé depuis sa perte de l'indépendance, un parlement. Parlement supprimé par le nouveau pouvoir révolutionnaire. La Boissière-du-Doré et La Remaudière furent jointes au département de la Loire-Atlantique, en tant que « marche commune ». La Boissière ne formait qu'une seule et même paroisse avec La Remaudière jusqu'au milieu du XVIIIe siècle (Pierre Mauclerc de La Musanchère, évêque de Nantes de 1746 à 1775, créa deux paroisses). Les autres communes des « marches avantagères » à l'Anjou furent rattachées au département de Maine-et-Loire. Concernant le Sud et non l'Est du département de la Loire-Inférieure, 15 communes bretonnes furent placées dans le département de la Vendée.
Depuis les années 2000, la Remaudière fait partie du Syndicat mixte du Pays du Vignoble nantais

#### Dans la communauté de communes Sèvre et Loire
La Remaudière faisait partie du canton du Loroux-Bottereau depuis le découpage administratif de la Révolution française. Elle a intégré le SIVOM du Loroux-Bottreau dans les années 1970, qui a évolué en communauté de communes "Loire-Divatte". En 2017, la communauté de communes Loire-Divatte du Loroux-Bottereau a fusionné avec la communauté de communes du canton de Vallet. Cette nouvelle et vaste communauté de communes s'appelle "Sèvre et Loire".
Dans le même temps, les deux cantons de Vallet et Le Loroux-Bottereau sont également fusionnés par l'administration d'État, pour les élections départementales de 2014.C'est donc devenu le Canton de Vallet.

### Géologie et relief

#### Plateau des Mauges et vallée de la Divatte
La commune de La Remaudière est située dans le Massif Armoricain, sur le plateau des Mauges, contenu entre au nord la Loire, à l'est la vallée du Layon et à l'ouest la vallée de la Sèvre nantaise. Géologiquement, ce plateau fait partie du Massif armoricain. Ce plateau est une plateforme surélevée à 110 mètres d'altitude, qui se relève vers le sud (150-180 m vers la Gâtine) et s'abaisse lentement vers l'ouest (50 m dans le Vignoble nantais). Il est également profondément incisé par les rivières qui forment des vallées encaissées. C'est le long de l'une de ces rivières, la Divatte, qu'est située la commune de La Remaudière.
On retrouve sur la commune de la Remaudière, ce contraste topographique : à l'ouest de la commune, en direction de Vallet ou du Loroux-Bottereau, le territoire communal est totalement plat à une altitude située autour de 100 m. En bordure est, la vallée de la Divatte qui longe la commune sur toute sa longueur, s'encaisse doucement, formant un versant très peuplé par les villages.

#### Un pays d'argile
Le sommet plat du plateau est recouverte d'une couche d'argile de 15  à   35 m d'épaisseur. Cette argile provient de l'altération du socle rocheux sous climat tropical humide au cours des temps géologiques de l'ère secondaire (entre -250 et -65 millions d'années). Il est présent essentiellement sur les schistes briovériens au nord du plateau des Mauges, la moitié granitique et métamorphique au sud est moins concernée. Cette argile est utilisée depuis longtemps pour fabriquer des pots, des briques et des tuiles dans tout le pays des Mauges, cette activité fait partie du patrimoine culturel de la région, notamment la commune du Fuilet qui abrite une "maison du potier".
À la Remaudière, il existe un village nommé les Tuileries de l'Ébaudière, au centre duquel se trouve un four pour cuire les poteries, aujourd'hui abandonné. La briqueterie Guilbaud y a fonctionné jusqu'au milieu du XXe siècle. Sur la carte topographique au 1/25 000 de l'IGN, on observe des trous d'eau qui sont des anciennes argilières ennoyées autour du lieu-dit "Les Landes".

### Hydrographie
Le bourg est localisé sur le versant gauche de la vallée de la Divatte. De nombreux petits rus forment des coulées vers la vallée de la Divatte.

### Climat
Pour des articles plus généraux, voir Climat des Pays de la Loire et Climat de la Loire-Atlantique.
En 2010, le climat de la commune est de type climat océanique altéré, selon une étude du CNRS s'appuyant sur une série de données couvrant la période 1971-2000. En 2020, Météo-France publie une typologie des climats de la France métropolitaine dans laquelle la commune est exposée à un climat océanique et est dans la région climatique  Bretagne orientale et méridionale, Pays nantais, Vendée, caractérisée par une faible pluviométrie en été et une bonne insolation. 
Pour la période 1971-2000, la température annuelle moyenne est de 11,7 °C, avec une amplitude thermique annuelle de 14 °C. Le cumul annuel moyen de précipitations est de 791 mm, avec 12,4 jours de précipitations en janvier et 6,6 jours en juillet. Pour la période 1991-2020, la température moyenne annuelle observée sur la station météorologique de Météo-France la plus proche, « Haie-Fouassière », sur la commune de La Haie-Fouassière à 15 km à vol d'oiseau, est de 12,8 °C et le cumul annuel moyen de précipitations est de 858,5 mm,. Pour l'avenir, les paramètres climatiques de la commune estimés pour 2050 selon différents scénarios d'émission de gaz à effet de serre sont consultables sur un site dédié publié par Météo-France en novembre 2022.

## Urbanisme

### Typologie
Au 1er janvier 2024, La Remaudière est catégorisée commune rurale à habitat dispersé, selon la nouvelle grille communale de densité à sept niveaux définie par l'Insee en 2022.
Elle est située hors unité urbaine. Par ailleurs la commune fait partie de l'aire d'attraction de Nantes, dont elle est une commune de la couronne,. Cette aire, qui regroupe 116 communes, est catégorisée dans les aires de 700 000 habitants ou plus (hors Paris),.

### Occupation des sols
L'occupation des sols de la commune, telle qu'elle ressort de la base de données européenne d’occupation biophysique des sols Corine Land Cover (CLC), est marquée par l'importance des territoires agricoles (95,8 % en 2018), en diminution par rapport à 1990 (100 %). La répartition détaillée en 2018 est la suivante :
zones agricoles hétérogènes (51 %), terres arables (37 %), prairies (7,8 %), zones urbanisées (4,2 %). L'évolution de l’occupation des sols de la commune et de ses infrastructures peut être observée sur les différentes représentations cartographiques du territoire : la carte de Cassini (XVIIIe siècle), la carte d'état-major (1820-1866) et les cartes ou photos aériennes de l'IGN pour la période actuelle (1950 à aujourd'hui).

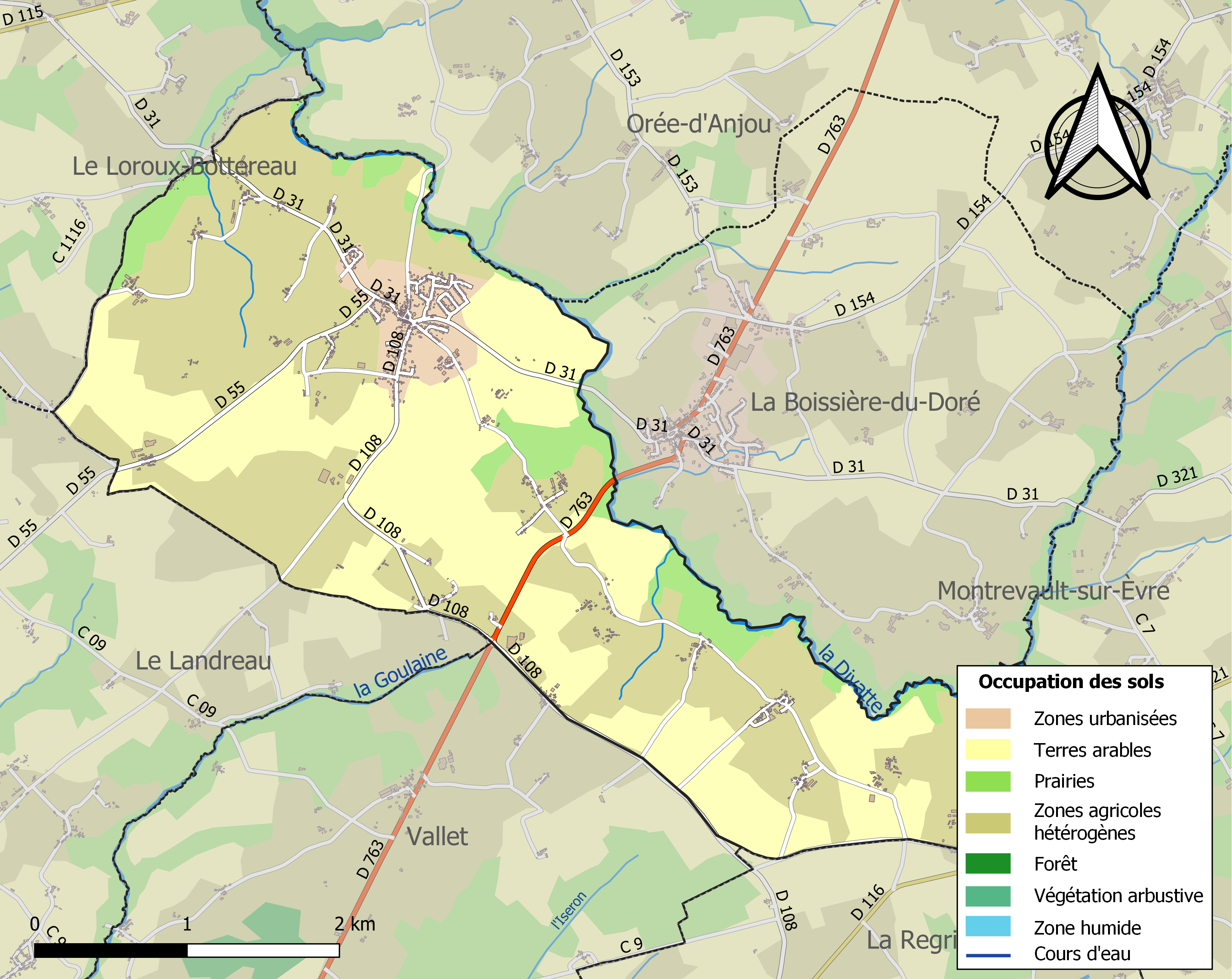
Carte des infrastructures et de l'occupation des sols de la commune en 2018 (CLC).

## Toponymie
Selon J.-L. Le Quellec, les noms finissant en -ière ou -erie signifient la plupart du temps "les terres de la famille x" ou "la demeure de x". Par exemple, l'Aujardière signifie « terre ou demeure des Aujard ». Ces noms se fixent au XIIe ou XIIIe siècle pour les noms en -ière et au XIVe siècle pour les noms en -erie. Toutefois au XIXe siècle à l'occasion de défrichements tardifs, des villages en -ière ; ce sont souvent des métairies et les propriétaires donnent souvent le prénom de leurs enfants, (comme la Henrière ou la Clémentière par exemple).

### Le bourg
Le nom de la localité est attesté sous la forme Ramauderia au XIVe siècle.
Le nom du bourg est probablement lié au patronyme Remaud qui est très répandu dans la région. Il est d'origine germanique : hramwald se compose de hramn qui signifie « corbeau » et wald qui signifie « gouverner ». Même si l'origine du peuplement de la commune est antérieur, son nom est lié à des populations arrivées au Ve siècle, au moment dit "les invasions barbares" (Wisigoths dans la région qui s'installe au sud de la Loire, puis Francs).
En gallo et en poitevin, le nom de la commune se dit [laʁmodjeʁ] et s'écrit La Rmôdiérr selon l'écriture MOGA.

### Les villages

#### Les toponymes liés à des noms
Un très grand nombre de lieux-dits doivent leur nom à un patronyme des familles vivant là au Moyen Âge, quand se fixent les toponymes actuels.
L'Aujardière était la seigneurie la plus importante de la paroisse. Le nom Aujard est répandu dans le Poitou.
L'Aubertière ou L'Aubretière du patronyme Aubert d'origine germanique de la tribu des Wisigoths.
Le Chêne Moreau. Le nom Moreau est très répandu notamment dans le Poitou et l'Aquitaine et désignait des gens bruns comme les Maures.
La Croix Bijard
La Brevère : vient peut-être du latin Brevis qui signifie petit. Ce village s'appelle La Bréviaire sur le cadastre de 1808 et La Breudière sur la carte d'État-Major. Le village comptait un moulin à vent.
La Clartière a relié peut-être à un prénom latin Clarus, Saint-Clair fut le 1er évêque de Nantes.
La Colinerie. Colin est un diminutif de Nicolas, qui est un prénom de baptême chrétien issu du grec. Il s'agit d'une borderie à 200 m du bourg aujourd'hui inclus dans le bourg.
L'Ébaudière vient d'un nom germanique et a donné le patronyme Lebeau, Lebaud, Libaud, Liébaud, etc.
L'Énaudière vient du patronyme Enaud d'origine germanique.
L'Étardière
La Grand Giraudière vient du nom Giraud ou Géraud, d'origine germanique. La Petite Giraudière est située en face, de l'autre côté de la Divatte, sur la commune de La Boissière du Doré, ces deux villages avaient un lien, la petite ayant été créée à partir de la grande. Ce village comptait un moulin sur le cadastre de 1808.
La Guilbauderie du nom Guilbaud, d'origine germanique.
La Harassière du nom Haras rare, mais présent en Anjou et Vendée.
La Hiardière du patronyme Hiard d'origine germanique. Un moulin à eau se trouvait près de ce lieu-dit au bord de la Divatte.
La Ménardière vient du nom Ménard, qui est très répandu dans la région, c'est un nom germanique.
Le Champ Ménard de même origine que le précédent.
La Miltière (cadastre 1808) vient peut-être du nom de famille Milet ou Millet, nom d'origine latine de la même racine qu'Émile.
La Minaudière du nom Minaud, d'origine germanique.
La Potardière vient du nom Potard, qui désignait des potiers.
Le Pré Bourneau : Bourneau est un nom d'origine celtique (ou gauloise) qui désigne un trou ou une source.
La Renouère peut-être du nom Renou, lié à un prénom germanique. Écrite Renière sur la carte d'État-Major et le cadastre napoléonien et Renouère sur la carte de Cassini.
La Robinière lié au nom Robin. Il s'y trouvait un moulin à eau
La Haute Richaudière vient d'un patronyme d'origine germanique de la tribu des Goths.
La Petite Richaudière (sur le cadastre de 1808) et La Petite Richardière (sur la carte d'État-Major), même origine que le précédent. Ce village comptait un moulin sur le cadastre de 1808.
La Savinière est peut-être lié à Savinien, qui est un nom d'origine latine. Saint Savinien est l'un des évangélisateurs de la Gaule au IIIe siècle, 1er évêque de Sens et martyr.

#### Les toponymes liés à des végétaux
La Branlotière : L'herbe au Branlot est le nom de la brize (briza media ou Briza Minor) "Petite amourette", mais aussi "l'herbe tremblante". Cette herbe pousse en terrain humide.
Les Épinettes signifie lieu avec des aubépines
Les Mays ou Les Mais sur le cadastre de 1808 : Si on rapproche ce nom du May-sur-Évre (49), ce mot signifierait un lieu planté d'ormes, une ormeraie ou oulmaye.
Le Chêne Moreau
Le Bois Clisson comptait un moulin sur le cadastre de 1808.

#### Les toponymes liés à l'agriculture
Les Aveneaux sont liés à l'avoine.
Le Bordage signifie maison agricole, métairie dépendante d'un droit seigneurial
La Borderie : La borderie s'oppose à la métairie. La borderie est une petite exploitation agricole (moins de 10 ha vers 1950) en propriété partielle ou totale, avec un parcellaire dispersé sur différents terroirs.
La Bourderie est une déformation de Borderie.
Le Champ Ménard
La Haute Gagnerie et la Basse Gagnerie : Une gagnerie est un espace cultivé sans haie dans un pays de bocage. À la Remaudière, la Gagnerie est proche du bourg et on peut logiquement penser qu'il s'agissait de l'espace cultivé par les habitants du bourg. Le village de la Haute Gagnerie comptait un moulin sur le cadastre de 1808.
Les Landes désigne une zone inculte.
Les Landes de Sainte-Catherine : Le plateau entre La Remaudière et le Loroux-Bottereau est resté une lande inculte tardivement. La mise en valeur agricole de ces terres a eu lieu au XIXe siècle. Sur le cadastre de 1808, deux moulins à vent seulement occupent la lande.
Le Pâtis signifie le pré.
Le Pré Bourneau
La Maison Neuve désigne une ferme lié à un défrichement agricole plus tardif au Moyen Âge.
La Touche et le bois des Touches, le mot touche est d'origine latine et indique des bois, des bosquets qui subsistent entre des espaces défrichés.

#### Toponymes liés à une activité humaine
L'Angreverie : l'étymologie est à rapprocher d'Angreviers sur la commune de Gorges qui était un moulin à farine. Or sur la carte d'État-Major et le cadastre napoléonien, le village s'appelle L'Angrenière, avec un rapport au mot grenier. Le nom du village vient probablement d'une activité de meunerie.
La Gare de l'Énaudière : Il s'agit d'une gare créée en 1899 et fermée en 1947 pour le passage du Petit Train d'Anjou reliant Nantes à Cholet. La petite gare est toujours visible. Elle a toujours été dirigée par des femmes. La maison à proximité était un café « Chez Titine ».
Les Jumelles : il s'agit d'un lieu-dit récent qui n'existait en 1857
Le Moulin Barbet : Ce moulin à eau sur la Divatte était associé au nom de son propriétaire. Le nom Barbé était répandu dans le secteur.
Le Moulin Cassé
La Chapelle aux Moines : ce village a un lien avec un monastère.
La Mossetière ou Mostière (carte d'État-Major et cadastre de 1808) vient de moustier qui signifie monastère. Ce village a un lien avec un monastère. Le village comptait un moulin à eau sur la Divatte et un moulin à vent sur le plateau sur le cadastre de 1808.
Les Moussières ou Moustières (carte de cassini) ou Meutières (sur la carte d'État-Major) vient aussi de moustier. Ce village a un lien avec un monastère. Un logis important est situé au bord du village.
La Savaterie (La Savatière sur la carte d'État-Major) semble avoir un lien avec la production de souliers mais cela reste à confirmer.
La Tuilerie de l'Ébaudière, sur le plateau argileux, possède encore les ruines de la tuilerie Guilbaud qui a fonctionné jusqu'au XXe siècle.
La Sancie, Sensi sur le cadastre de 1808, Sensy sur la carte d'État-Major ou Censie sur la carte IGN. On peut peut-être rapprocher cela du cens qui était un impôt à payer une fois par an. Le lieu-dit peut être soit un lieu qui devait payer le cens ou à l'inverse un lieu où habitait un seigneur qui recevait le cens.

## Histoire

### Antiquité
L'implantation dans la vallée de la Divatte est extrêmement ancienne. Les premiers agriculteurs arrivent dans la région vers 5000 av. J.-C. Ils colonisent les terres à partir des vallées[réf. nécessaire].
Des implantations gauloises sont connues sur les communes mitoyennes : Le Loroux-Bottereau au lieu-dit du Plessis et Vallet au village des Courrères.

### Moyen Âge
Christianisation
La paroisse aurait été fondée par saint Martin de Vertou, au VIe siècle et s'appelait « Ramaudiera » au XIVe siècle. Toutefois, La Remaudière appartenait au diocèse de Poitiers comme tout le sud de La Loire-Atlantique, jusqu'en 851, date à laquelle la région est rattachée au diocèse de Nantes. Donc l'évangélisation a sans doute été essentiellement influencée par le Poitou, dont Sainte-Radegonde est l'une des grandes saintes (un monastère à son nom est localisé près de la Remaudière sur la commune du Loroux-Bottereau). Par ailleurs, dans les forêts des Mauges étaient implantés des ermites chrétiens, en particulier autour du lac Roger près du Doré, aux limite de la Remaudière.
La chapelle érigée vraisemblablement du 8e siècle au lieu-dit Sainte-Catherine, en l'honneur de cette sainte, était liée à la paroisse du Loroux-Bottereau et est rattachée à celle de La Remaudière au 13e siècle. La légende raconte la découverte miraculeuse d'une statuette de la sainte dans les buissons secs de cette lande. La chapelle actuelle date du 18e siècle.
La paroisse de La Remaudière a longtemps été rattachée à celle de La Boissière-du-Doré, de l'autre côté de la Divatte, jusqu'au 18e siècle.

### Peuplement

Le peuplement de la Remaudière vers 1850 (bourg et villages)

La Remaudière est une commune de 12,98 km2 et de 1 300 habitants soit 100 habitants par km2. La commune s'étire tout en longueur sur la rive gauche de la Divatte. Le peuplement du territoire communal est dispersé. Les formes actuelles du peuplement communal en bourg, villages et fermes isolées sont issues du passé.
Le peuplement du territoire de La Remaudière s'est opéré en 3 phases liées à l'histoire de l'agriculture.
- La première phase est le peuplement des villages, formés par de petits paysans libres qui vivent de façon groupée. Ce peuplement est extrêmement ancien. C'est un habitat groupé de quelques à plusieurs dizaines de familles, où s'enchevêtrent de petites maisons, des petits bâtis agricoles (granges, soues à cochons, etc.), entourées de potagers familiaux. On trouvait dans ces villages des « communs » villageois, c'est-à-dire un four, une mare, un puits ou une place, propriétés indivises à l'ensemble des habitants du lieu-dit[33]. Les exploitations agricoles de village (nommées borderies ou closeries) étaient des très petites exploitations, moins de cinq hectares, au parcellaire dispersé sur le finage villageois de façon que chacun ait des terres dans chaque terroir : prés de fond de vallée pour les pâtures des animaux ; pentes pour la vigne ou les céréales ; lande des plateaux pour le bois de chauffe ou d'œuvre, ainsi que la cueillette des baies, fruits secs, champignons, qui comptaient dans l'alimentation. Ces gros villages sont nombreux occupent chacun une croupe entre deux petites coulées et la vallée de la Divatte. Chaque village avait son propre finage. Outre le secteur du bourg avec la Gagnerie et la Savaterie, ces villages se situent vers l'Énaudière, la Ménardière, Les Mays l'Étardière à l'aval de la commune ; le Champ Ménard au centre face au bourg de la Boissière du Doré ; L'Ébaudière, la Potardière, la Minaudière ; la Borderie, la Richaudière à l'amont. Ce peuplement se situent sur les bonnes terres à une altitude comprise entre 70 et 85 m. Vers 1850, ces villages comprenaient en moyenne une quarantaine d'habitants chacun.

La conquête agricole du plateau plus argileux, moins fertile, plus dur à cultiver, s'est opérée ensuite. Cela s'est fait en deux phases de défrichement l'une au Moyen Âge et l'autre plus tardive au XIXe siècle :
- À l'époque féodale, entre le XIe et le XIVe siècle, la révolution agricole du Moyen Âge[34] provoqua de grands défrichements dans toute l'Europe. Dans notre région, ces défrichements médiévaux concernent les bordures des plateaux (les sommets les plus argileux restent en lande). La noblesse et les monastères qui organisent et financent les défrichements médiévaux accaparent les terres défrichées et les mettent en location sous forme de métairies (loyer payé en part de la récolte). Il est vraisemblable qu'à cette époque sont défrichées les terres autour du logis seigneurial de L'Aujardière et peut-être les terres du secteur entre l'Aubretière et la Renouère. À l'amont, certains villages semblent tirés leur nom d'une présence monastique.
- Lors de la Révolution française, des espaces de la paroisse situées sur le plateau entre La Remaudière et le Loroux-Bottereau sont encore en landes, terres non cultivées, souvent collectives[35]. Seuls vivent sur ce plateau argileux peu fertile, des meuniers avec leur moulin à vent et, des tuiliers et potiers. La première révolution agricole contemporaine[36] marque la privatisation des ultimes terres communes de landes et marais en Europe occidentale[34]. Ce qui reste des landes de La Remaudière est privatisé et affermé en métairies par la bourgeoisie qui loue ces nouvelles terres agricoles aux paysans. Les métairies de plateau étaient de grandes exploitations pour l'époque, de 20 à 50 hectares, au parcellaire bien groupé autour des bâtiments agricoles. On y trouvait des trains de labours, c'est-à-dire des paires de bœufs pour les labours. La métairie est facile à identifier dans le paysage, car c'est une ferme isolée reconnaissable à  la présence d'une grande bâtisse à proximité d'une vaste grange étable. La Burlasserie, le Bois des Touches, Les Jumelles datent du XIXe siècle.

Certains auteurs montrent que la noblesse ou la bourgeoisie ont souvent racheté dans les villages, les terres des bordiers appauvris (qui deviennent des journaliers) pour les louer et ainsi maîtriser toutes les terres agricoles,, outil de production et richesse majeure dans les sociétés agricoles pré-industrielles.
- Le XXe siècle avec la deuxième révolution agricole contemporaine marquée par la motorisation, la mécanisation, la chimie et la sélection scientifique a entraîné l'effondrement spectaculaire de la main d'œuvre agricole et du nombre des exploitations agricoles de la commune, favorisant le déclin de la population des villages. Dans le même temps la construction de lotissements nouveaux a favorisé le grossissement de la population du bourg. En 1857, le bourg représentait moins de 15% de la population communale (120 habitants sur 1000), aujourd'hui il groupe la majorité de la population. Sur le plateau aujourd'hui cultivé, les moulins à vent pour la farine ont été remplacés par 4 grandes éoliennes, construites dans la première décennie des années 2000[39], pour produire l'électricité.

### Les domaines fonciers
À l'époque féodale, La Remaudière dépend de la seigneurie de Clisson.
Le territoire de La Remaudière est breton depuis le roi Nominoé. Le roi Alain Barbe Torte chasse les vikings de toute la Bretagne, de Nantes et intègre les mauges au duché. Il fait de la ville de Nantes la capitale du duché de Bretagne.
Le Prieuré d'Iseron (Vallet) et de Ste Radegonde (Le Loroux Bottereau) s'étendaient sur la paroisse, si bien que plusieurs de ces métairies furent vendues pendant la Révolution.
- La principale terre noble fut celle de l'Aujardière. Elle a appartenu à la famille de Chambellé, seigneurs de la Court-Bellière (voir l'histoire du château de La Boissière-du-Doré) ; Pierre Louis de Chambellé, né au Chalonge en Héric, a été longtemps maire de la commune au début du XIXe siècle. Il est mort à l'Aujardière en 1837 à l'âge de 83 ans. Le domaine a ensuite appartenu aux Besnard de la Giraudais et aux Bureau de la Boissière. Le logis de l'Aujardière possédait une chapelle (aujourd'hui disparue), un très beau four à pain (toujours existant), un étang (comblé dans les années 1980), l'habitat noble était entouré de douves et le domaine était entouré de murs qui n'existent plus. Le grand logis, et le petit logis qui est la ferme attenante (construite à la fin du XIXe siècle), sont actuellement les sièges de deux exploitations agricoles. Il existe dans les dépendances du petit logis un très beau four à pain.
- La Mostière (ou la Mossetière) appartint aux Grasset qui fut une famille d'experts, comme les Pasquereau et les Poilasne.
- La Renouère et ses environs étaient une dépendance du domaine des Moricaud de la Haye et Blouin du Baschet, nobles émigrés pendant la Révolution dont les biens furent un moment vendus aux bourgeois des environs, puis restitués sous la Restauration. Sous l'Empire, on peut noter la présence des docteurs Fabré de Vallet, propriétaires sur La Remaudière[40].

### La Révolution française: La Remaudière au cœur des guerres de la Vendée militaire.

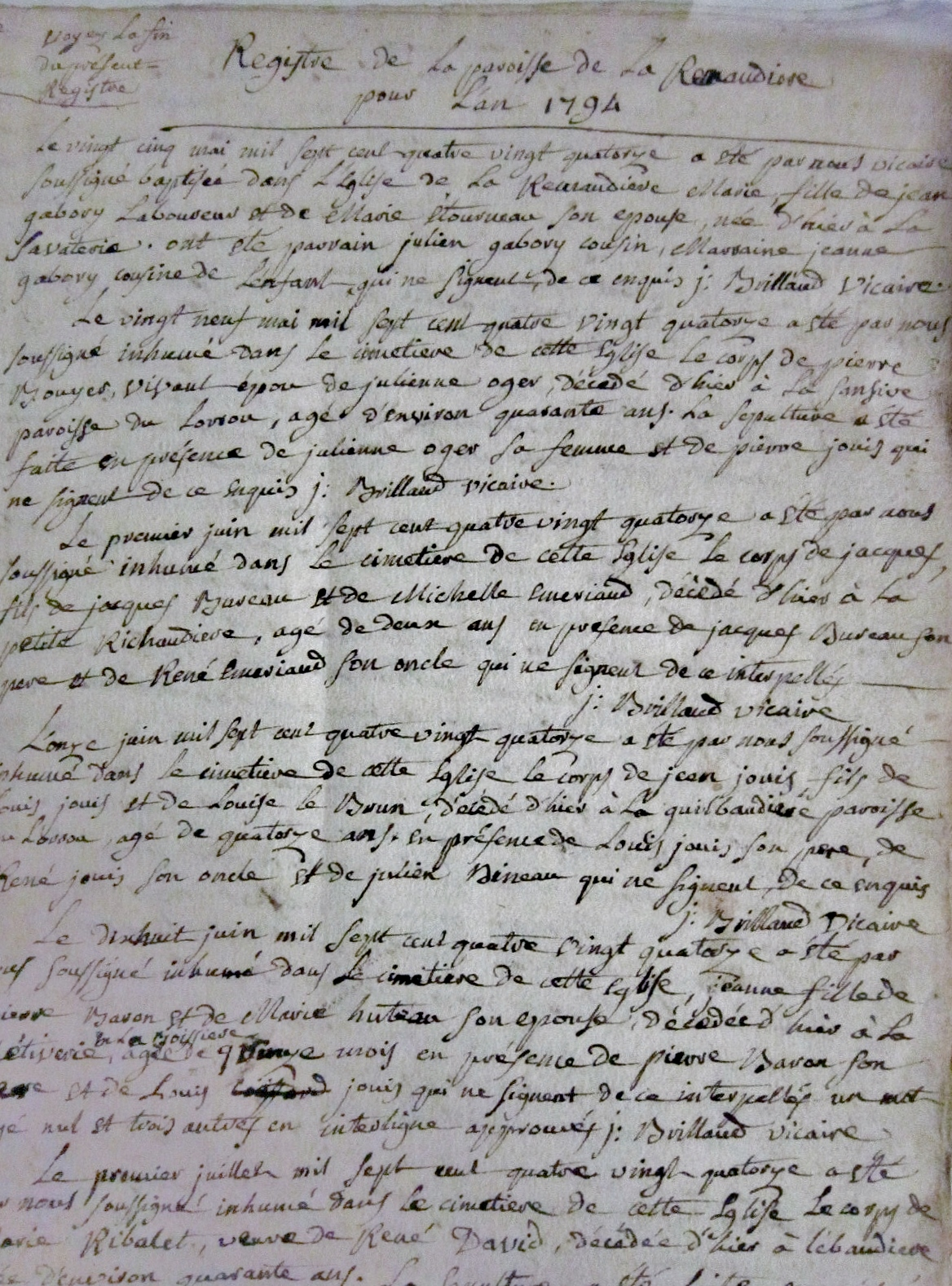
Registre paroissial clandestin de la paroisse de La Remaudière en 1794, tenu par l'abbé Billaud, prêtre réfractaire (Musée de la Chouannerie, Plouharnel).

Durant la Révolution française, les habitants de La Remaudière se joignent à ceux du Loroux-Bottereau, tant pour voter que pour participer au soulèvement de 1793.
En mars 1794, la 9e des colonnes infernales, qui décime alors le Vignoble nantais et les Mauges, campe dans les landes de Sainte-Catherine. De là, les Bleus tuent 5 habitants de la commune le 11 mars. Ils tentent, sans total succès, de mettre le feu à l'église. Le 17 mars, ils massacrent 96 personnes, cela représente 10% de la population de l'époque. Parmi les victimes de nombreuses familles des villages de Sainte-Catherine, La Ménardière, La Savaterie. Ces 96 victimes, pour moitié de chaque sexe, se répartissent ainsi : 8 bébés, 20 enfants entre 2 et 11 ans, 10 adolescents de 12 à 18 ans, 22 femmes et 17 hommes adultes, 19 personnes âgées de plus de 60 ans. La mémoire vivante locale gardait le souvenir que le corps d'une fillette avait été retrouvée près de l'Étang de l'Aujardière, aujourd'hui comblé. Les registres paroissiaux clandestins de 1792-94, le confirment : elle s'appelait Marie Moreau et elle avait 12 ans, c'était la fille d'un sabotier de Landemont. Ses parents et ses 3 sœurs sont retrouvés morts, dispersés sur La Remaudière. La liste complète des victimes est consultable en ligne.
En 1803, un paysan trouva sous une grosse pierre, le long de la route de la Boissière, un coffret contenant plusieurs dizaines de louis d'or et de pierres précieuses.

## Politique et administration

### Liste des maires de La Remaudière
| Période                                  | Période           | Identité         | Étiquette                      | Qualité                                                              |
| ---------------------------------------- | ----------------- | ---------------- | ------------------------------ | -------------------------------------------------------------------- |
| mars 2001                                | mars 2008         | Marcel Fleurance |                                |                                                                      |
| mars 2008                                | mars 2014         | Alan Coraud      | militant breton sans étiquette | Chef d'entreprise                                                    |
| mars 2014                                | 30 septembre 2014 | Dany Laurent,    | SE                             | Chef d'entreprise retraité, fondateur du zoo de La Boissière-du-Doré |
| 30 octobre 2014                          | En cours          | Anne Choblet     | SE-DVD                         | Secrétaire de direction et comptable                                 |
| Les données manquantes sont à compléter. |                   |                  |                                |                                                                      |

## Population et société

### Démographie
Selon le classement établi par l'Insee, La Remaudière fait partie de l'aire urbaine et de la zone d'emploi de Nantes et du bassin de vie de Saint-Julien-de-Concelles. Elle n'est intégrée dans aucune unité urbaine. Toujours selon l'Insee, en 2010, la répartition de la population sur le territoire de la commune était considérée comme « peu dense » : 97 % des habitants résidaient dans des zones « peu denses »  et 3 % dans des zones « très peu denses ».
Pour résumer, La Remaudière est une commune rurale qui s'intègre depuis les années 2000 à l'orbite nantaise.

#### Évolution démographique
L'évolution du nombre d'habitants est connue à travers les recensements de la population effectués dans la commune depuis 1793. Pour les communes de moins de 10 000 habitants, une enquête de recensement portant sur toute la population est réalisée tous les cinq ans, les populations de référence des années intermédiaires étant quant à elles estimées par interpolation ou extrapolation. Pour la commune, le premier recensement exhaustif entrant dans le cadre du nouveau dispositif a été réalisé en 2004.

En 2022, la commune comptait 1 288 habitants, en évolution de +0,31 % par rapport à 2016 (Loire-Atlantique : +6,68 %, France hors Mayotte : +2,11 %).
| 1793  | 1800 | 1806 | 1821 | 1831 | 1836 | 1841 | 1846  | 1851  |
| ----- | ---- | ---- | ---- | ---- | ---- | ---- | ----- | ----- |
| 1 000 | 519  | 761  | 770  | 854  | 974  | 966  | 1 016 | 1 048 |

| 1856  | 1861  | 1866  | 1872  | 1876  | 1881  | 1886  | 1891  | 1896 |
| ----- | ----- | ----- | ----- | ----- | ----- | ----- | ----- | ---- |
| 1 053 | 1 091 | 1 071 | 1 099 | 1 126 | 1 145 | 1 120 | 1 086 | 993  |

| 1901  | 1906 | 1911 | 1921 | 1926 | 1931 | 1936 | 1946 | 1954 |
| ----- | ---- | ---- | ---- | ---- | ---- | ---- | ---- | ---- |
| 1 015 | 977  | 952  | 810  | 810  | 794  | 746  | 733  | 744  |

| 1962 | 1968 | 1975 | 1982 | 1990 | 1999 | 2004  | 2006  | 2009  |
| ---- | ---- | ---- | ---- | ---- | ---- | ----- | ----- | ----- |
| 765  | 747  | 710  | 730  | 795  | 816  | 1 021 | 1 047 | 1 116 |

| 2014  | 2019  | 2022  | - | - | - | - | - | - |
| ----- | ----- | ----- | - | - | - | - | - | - |
| 1 263 | 1 290 | 1 288 | - | - | - | - | - | - |

#### Pyramide des âges
La population de la commune est relativement jeune.
En 2018, le taux de personnes d'un âge inférieur à 30 ans s'élève à 39,1 %, soit au-dessus de la moyenne départementale (37,3 %). À l'inverse, le taux de personnes d'âge supérieur à 60 ans est de 16,6 % la même année, alors qu'il est de 23,8 % au niveau départemental.
En 2018, la commune comptait 648 hommes pour 639 femmes, soit un taux de 50,35 % d'hommes, légèrement supérieur au taux départemental (48,58 %).
Les pyramides des âges de la commune et du département s'établissent comme suit.
| Hommes | Classe d’âge | Femmes |
| ------ | ------------ | ------ |
| 0,2    | 90 ou +      | 0,6    |
| 3,7    | 75-89 ans    | 3,7    |
| 11,7   | 60-74 ans    | 13,3   |
| 19,2   | 45-59 ans    | 16,4   |
| 26,8   | 30-44 ans    | 26,1   |
| 12,6   | 15-29 ans    | 14,8   |
| 25,8   | 0-14 ans     | 25,0   |

| Hommes | Classe d’âge | Femmes |
| ------ | ------------ | ------ |
| 0,6    | 90 ou +      | 1,8    |
| 6      | 75-89 ans    | 8,6    |
| 15,1   | 60-74 ans    | 16,4   |
| 19,4   | 45-59 ans    | 18,8   |
| 20,1   | 30-44 ans    | 19,3   |
| 19,2   | 15-29 ans    | 17,4   |
| 19,5   | 0-14 ans     | 17,6   |

## Culture et patrimoine

### Lieux et monuments
- Église Saint-Martin.

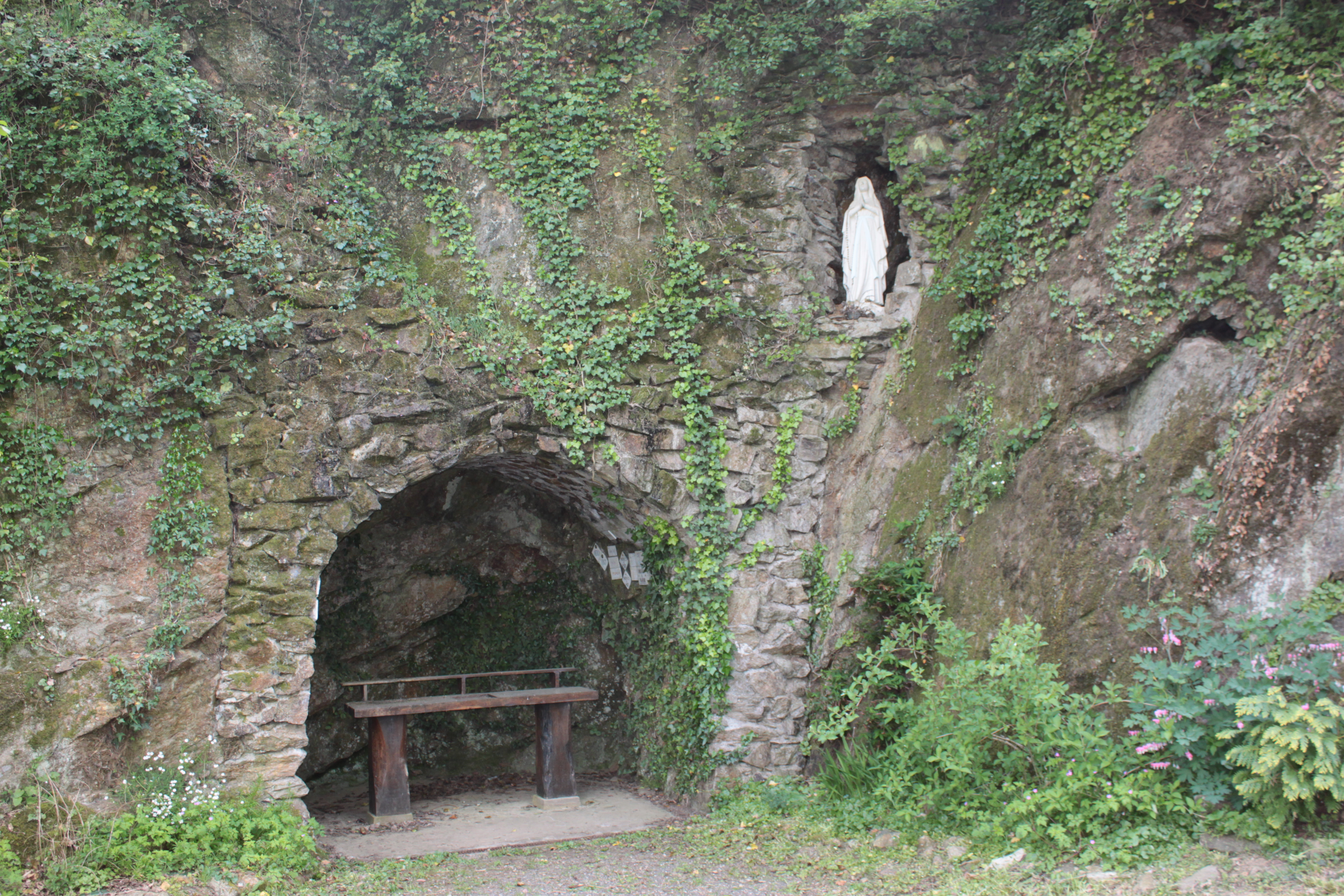
Réplique de la grotte de Lourdes.

- Réplique de la grotte de Lourdes, sur la route de Landemont.
- Plusieurs croix de chemin.

### Tourisme
Il y a deux sentiers pédestres qui sont le circuit la Divatte et le circuit des Landes.

### Héraldique
| Blason | Blasonnement : De gueules à la cotice ondée d'argent accompagnée à dextre d'un lion d'argent et à senestre d'une grappe de raisin feuillée d'or ; au chef d'hermine. |

Au centre, la cotice ou ligne fine, représente la rivière de la Divatte, qui borde la commune et lui donne son étirement géographique et sa forme très longiligne. À gauche, la Grappe de raisin représente le muscadet et le Vignoble nantais. À droite, le lion évoque le blason de Clisson, chef-lieu du pays du Vignoble nantais.
Le haut marqué d'hermine évoque la Bretagne, rappelant l'appartenance historique au diocèse de Nantes.
Ce blason a été conçu par Raphaël Vinet, élève de l'héraldiste Michel Pressencé. (délibération municipale du 7 juin 2010) alors que Alan Coraud était maire.la Remaudière rejoint ainsi les 19 communes du Pays du Vignoble Nantais sur 34 à arborer des hermines bretonnes sur son blason. La commune voisine de la Boissière du Doré montre son attachement à la Bretagne par la présence d'hermines sur son blason, mais aussi par des hermines présentes sur le sol de son église. La Boissière du doré étant sur la rive droite de la Divatte, elle partage son histoire entre Bretagne et Anjou.